# Erica tetralix
Erica tetralix — вид трав'янистих рослин родини вересові (Ericaceae). Етимологія: грец. τετραλιξ — «верес, вересове пустище».

## Опис
Багаторічний карликовий чагарник, заввишки 10–20 см. Стебла висхідні, деревні, молоді гілки волохаті. Листки розміщені у колотівках по 4, безчерешкові, паралельно стеблу під суцвіттям, в іншому випадку розлогі, зимують. Квіткові віночки рожеві, 5–9 мм довжиною, неглибоко 4-лопатеві. Чашолистків 4, залозисто-волохаті. Тичинок 8. Суцвіття — рідко квіткові парасольки; квіти похилі, ароматні. Плоди — волохаті 1.5–2 мм капсули, захищені віночком. Насіння еліпсоїдно-яйцеподібне, 0,3 × 0.3 мм, сітчасте. 2n = 24.
Квітує пізньої весни й улітку.

## Поширення
Північна й західна Європа (Бельгія, Люксембург, Естонія, Латвія, Литва, Бельгія, Німеччина, Нідерланди, Польща, Данія, Фінляндія, Ірландія, Ісландія, Норвегія, Швеція, Сполучене Королівство, Франція, Португалія, Іспанія). Вид натуралізований на східному узбережжі Канади й США, а також у Швейцарії. Вид культивується.
Населяє піщані, кислі, нагірні ділянки на старих пасовищах і узбіччя, болота, заболочені ставки.

## Галерея

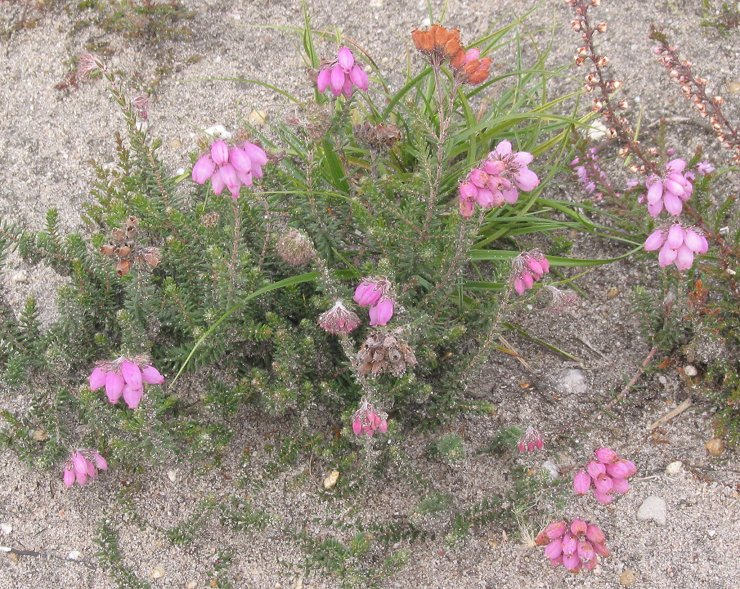
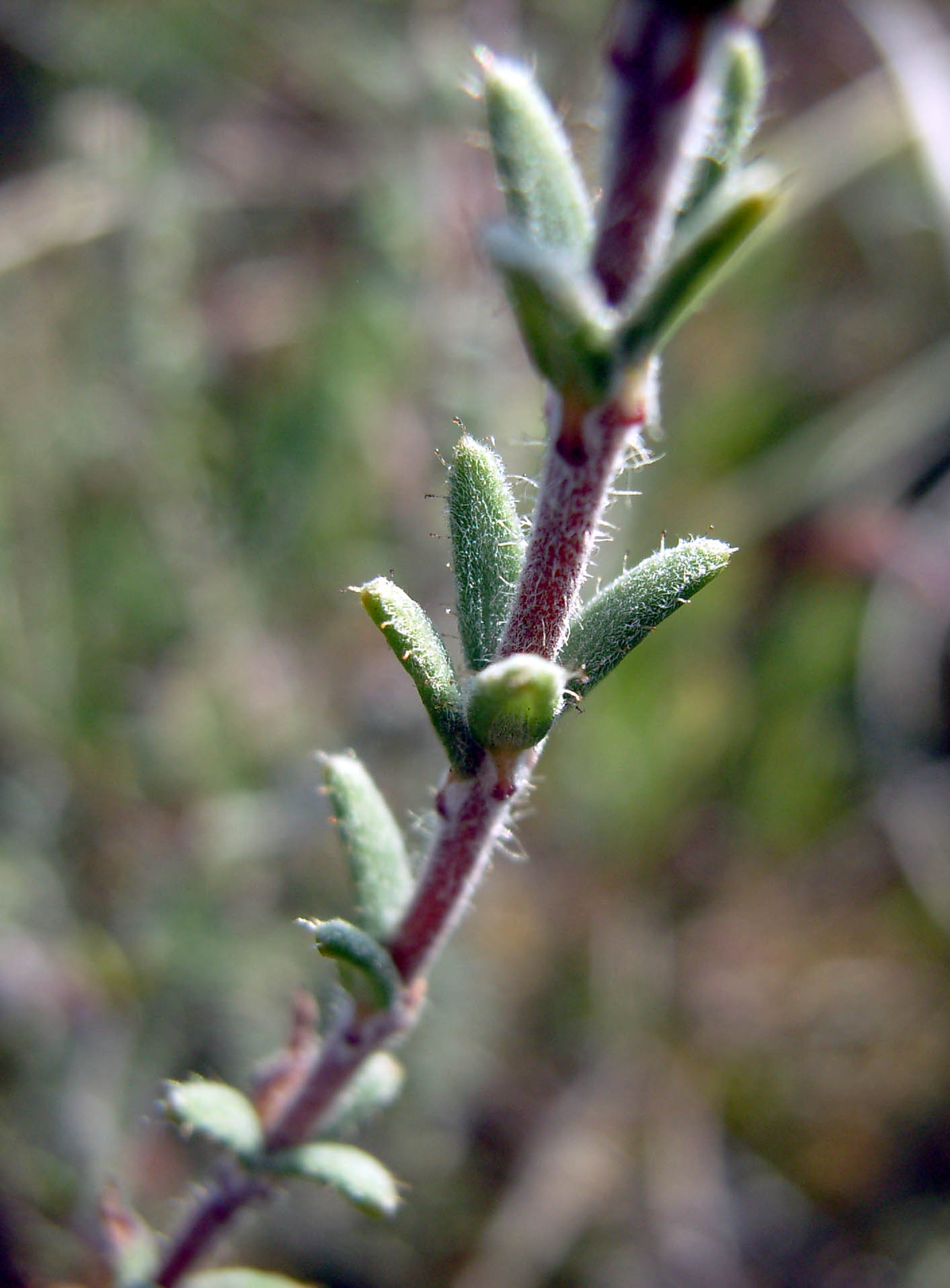
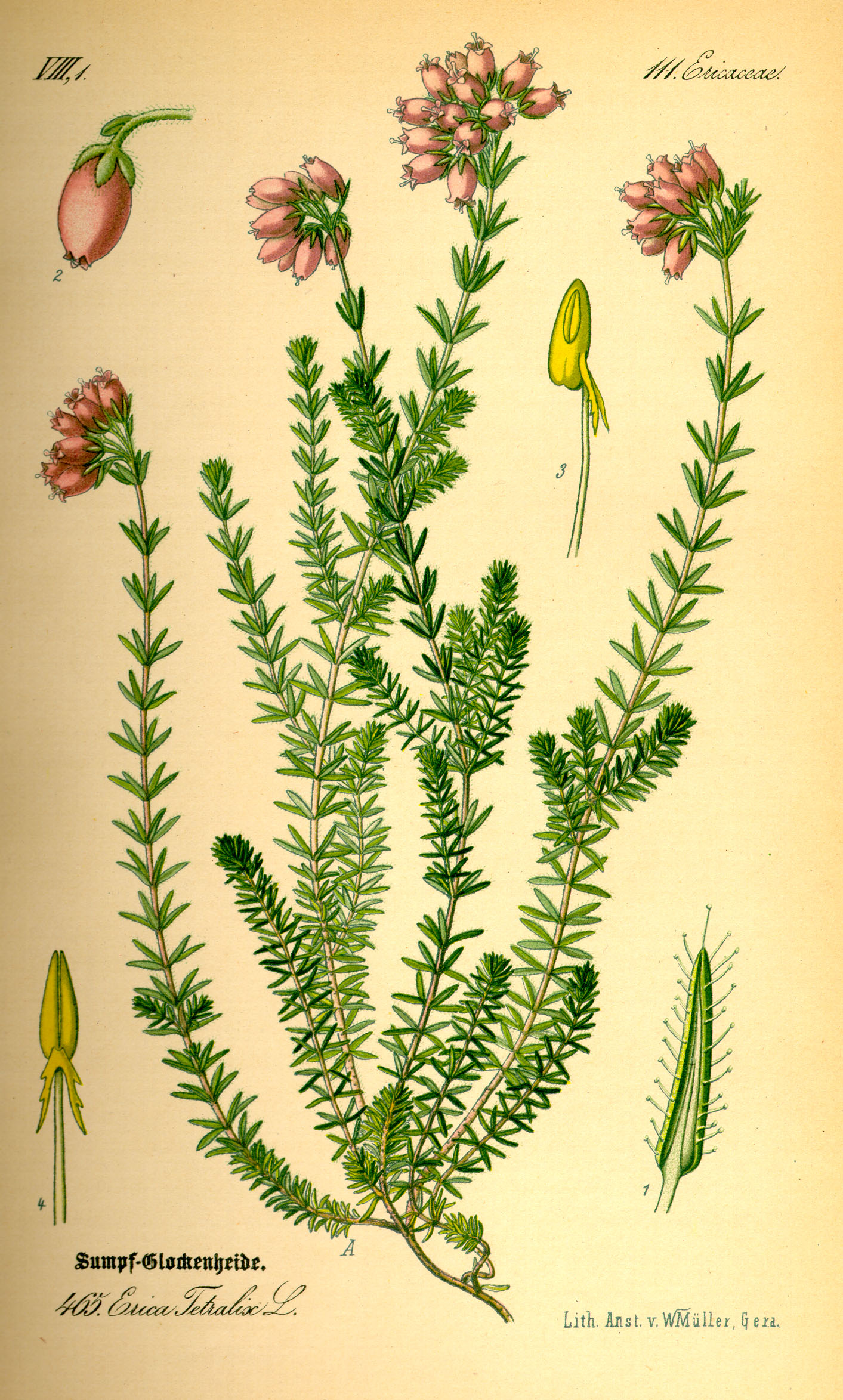